# Dublin Death Patrol
Dublin Death Patrol (DDP) ist eine US-amerikanische Thrash-Metal-Band, die im Jahr 2006 von Testament-Sänger Chuck Billy und Exodus-Sänger Steve Souza gegründet wurde.

## Geschichte
Die Band war anfangs siebenköpfig und bestand neben den Sängern Souza und Chuck Billy, aus Chucks Bruder Andy Billy, Greg Bustamante und Steve Robello an den E-Gitarren, Bassist Willy Lange und Schlagzeuger Dan Cunningham. Während der Aufnahmen zum Debütalbum im Jahr 2007 kamen drei weitere Mitglieder hinzu: Troy Luccketta als Schlagzeuger, Steve Souzas Bruder John Souza am Bass und Gitarrist Phil Demmel. Nachdem das Album fertiggestellt wurde, kam Bassist Eddie Billy, ebenfalls Bruder von Chuck Billy, als elftes Mitglied hinzu. 
Nachdem das Album veröffentlicht worden war, folgten einige lokale Auftritte, sodass die Band aus acht Mitgliedern bestand: Chuck Billy und Steve Souza als Sänger, Willy Lange als Bassist, Andy Billy, Steve Robello, Greg Bustamante und John Hartsinck an den Gitarren, sowie Danny Cunningham am Schlagzeug.
Für die Touren zur Veröffentlichung des Albums konnten ebenfalls nicht alle Mitglieder teilnehmen, sodass die Gruppe neben Chuck Billy und Souza, aus Bassist John Souza, Schlagzeuger Dan Cunningham, den Gitarristen Andy Billy und Greg Bustamante, sowie als besonderer Gast Gitarrist John Hartsinck bestand. Kurze Zeit später sollte John Hartsinck Phil Demmels Platz einnehmen (obwohl es mehr so aussieht, als ob er Steve Robellos Platz und dieser hierfür Demmels Posten einnahm).
Im Jahr 2011 trat die Band auf dem Graspop Metal Meeting auf.
Bisher veröffentlichte die Band über Mascot Records zwei Alben: Im Jahr 2007 das Debütalbum DDP 4 Life und 2012 das nächste Album Death Sentence.

## Stil
Die Band spielt klassischen Thrash Metal, der an die alten Werke von Testament und Exodus erinnert.

## Diskografie
- DDP 4 Life (2007)
- Death Sentence (2012)